# زاهر الشمراني
زاهر موسى الزهراني لاعب كرة قدم سعودي.

## مسيرة اللاعب
مثل نادي الجبيل ونادي الشرق ونادي القلعة ونادي جدة ونادي الحجاز ونادي رضوى.